# Clostridium bolteae
Clostridium bolteae è una specie di batterio appartenente alla famiglia delle Clostridiaceae.
Sembra associato a diarrea in persone affette da autismo.